# Luanchuanraptor
Luanchuanraptor là một chi khủng long, được Lü et al. mô tả khoa học năm 2007.